# Dagworth
Dagworth – przysiółek w Anglii, w Suffolk. Dagworth jest wspomniana w Domesday Book (1086) jako Dagawarda/Dagaworda. W latach 1870–1872 osada liczyła 169 mieszkańców.